# کاسا-اوباکه
کاسا-اُوباکِه (ژاپنی: 傘おばけ هپبورن: Kasa-obake) نوعی روح افسانه‌ای یا یوکای در فولکلور ژاپنی هستند. آن‌ها گاهی اوقات، اما نه همیشه به عنوان یک تسوکومگامی در نظر گرفته می‌شوند که چترهای قدیمی به آن‌ها تبدیل می‌شوند. آن‌ها عموماً چترهایی دارای یک چشم هستند که با یک پا به اطراف پرش می‌کنند، اما برخی مواقع دارای یک جفت چشم، و دو دست هستند، همچنین در برخی نسخه‌ها آن‌ها را با زبان بلند به تصویر می‌کشند. آن‌ها حتی به ندرت دو پا دارند، همانطور که در هیاکی یاگیو زوماکی تصویر شده‌است.

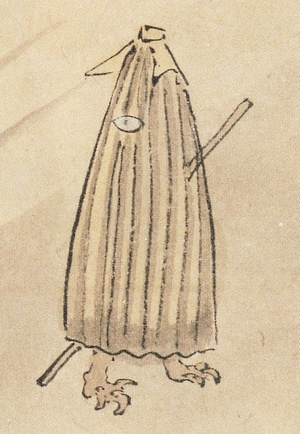
کاسا-اوباکه دارای دو پا در هیاکی یاگیو زوماکی، اثر نقاش ژاپنی انشین کانو.

کاسا-اوباکه اغلب در افسانه‌های ژاپنی و کاریکاتورها ظاهر می‌شوند، و بر خلاف اینکه آن‌ها نوعی یوکای هستند که به‌طور غیرمعمول شهرت دارند، اما در هیچ داستان شاهد عینی در فولکلور ظاهر نمی‌شوند، و به‌طور دقیق مشخص نیست که آن‌ها چه نوع یوکایی هستند.